# Klášterec nad Orlicí
Pour les articles homonymes, voir Klášterec.
Klášterec nad Orlicí (en allemand : Klösterle an der Adler) est une commune du district d'Ústí nad Orlicí dans la région de Pardubice en Tchéquie. Sa population s'élevait à 904 habitants en 2024.

## Géographie
Klášterec nad Orlicí est arrosée par la Divoká Orlice, un affluent de l'Orlice, se trouve à 7 km au nord-est de Žamberk, à 20 km au nord-est d'Ústí nad Orlicí, à 56 km à l'est-nord-est de Pardubice et à 152 km à l'est de Prague.
La commune est limitée par Bartošovice v Orlických horách et la Pologne au nord, par České Petrovice à l'est, par Pastviny et Líšnice au sud, et par Kunvald à l'ouest.

## Histoire
La première mention écrite de la localité date de 1279.

## Administration
La commune se compose de cinq sections :
- Klášterec nad Orlicí
- Čihák
- Jedlina
- Lhotka
- Zbudov

## Galerie

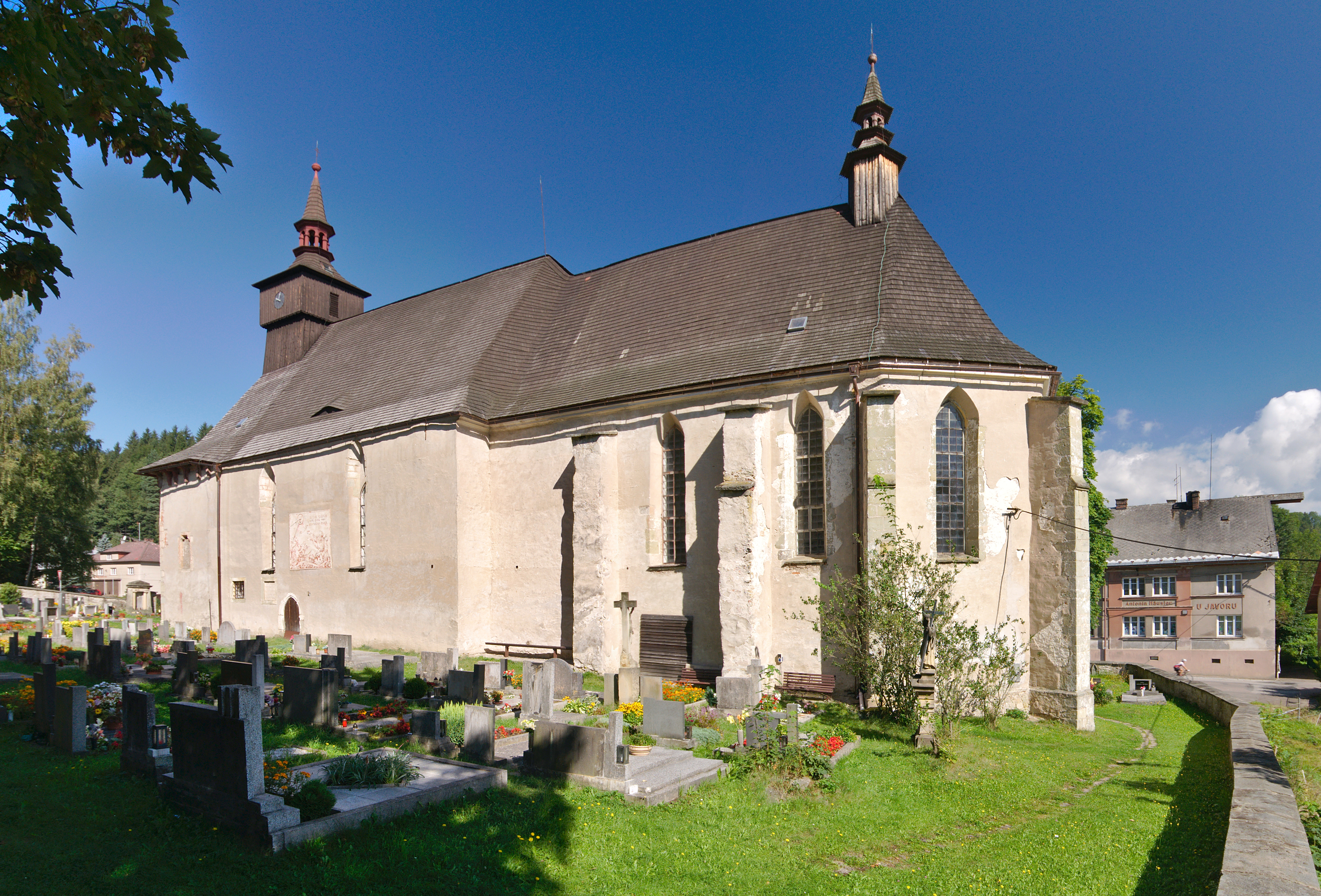
Église de la Sainte-Trinité.
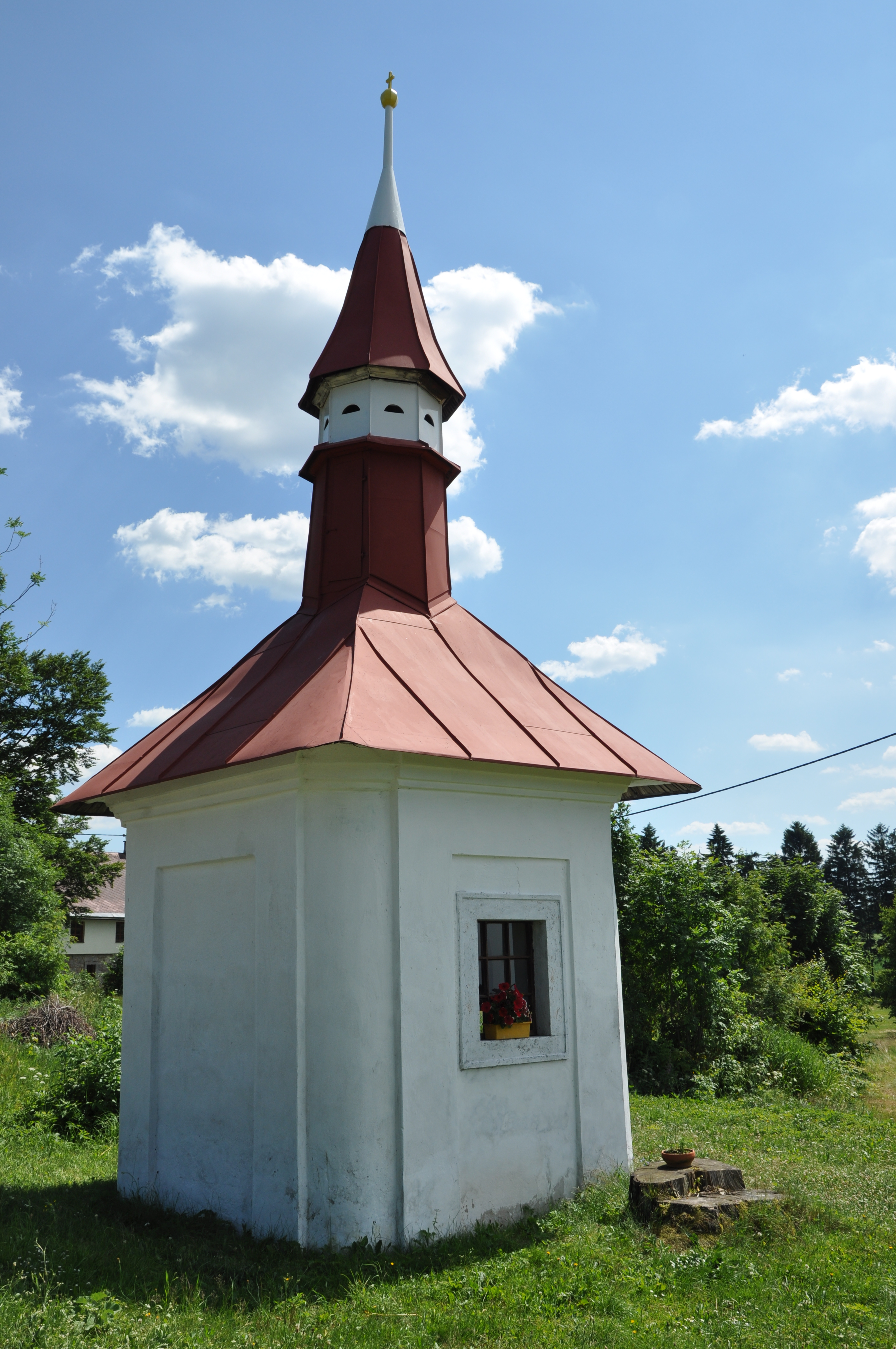
Chapelle à Jedlina.
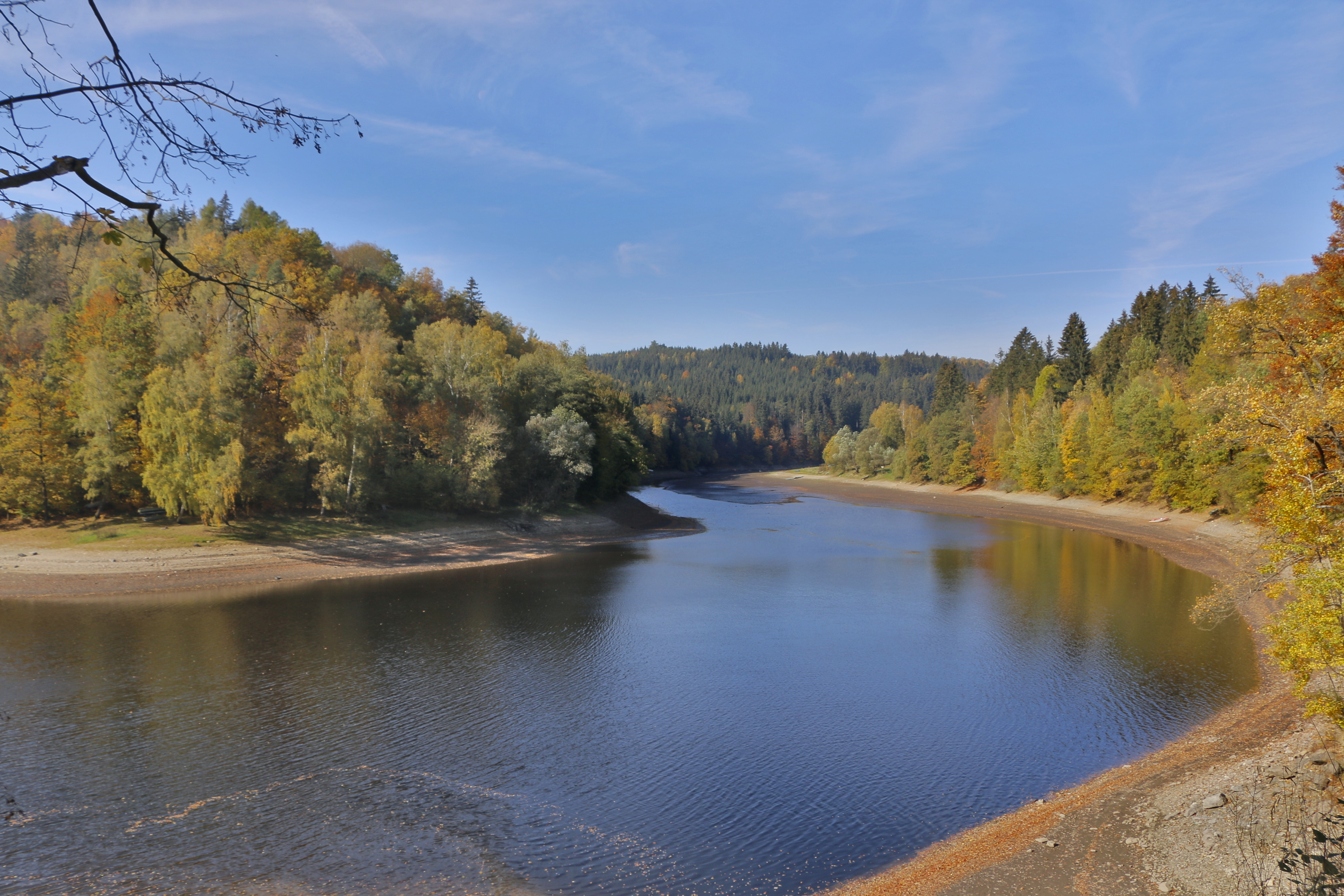
Réservoir de Pastviny.

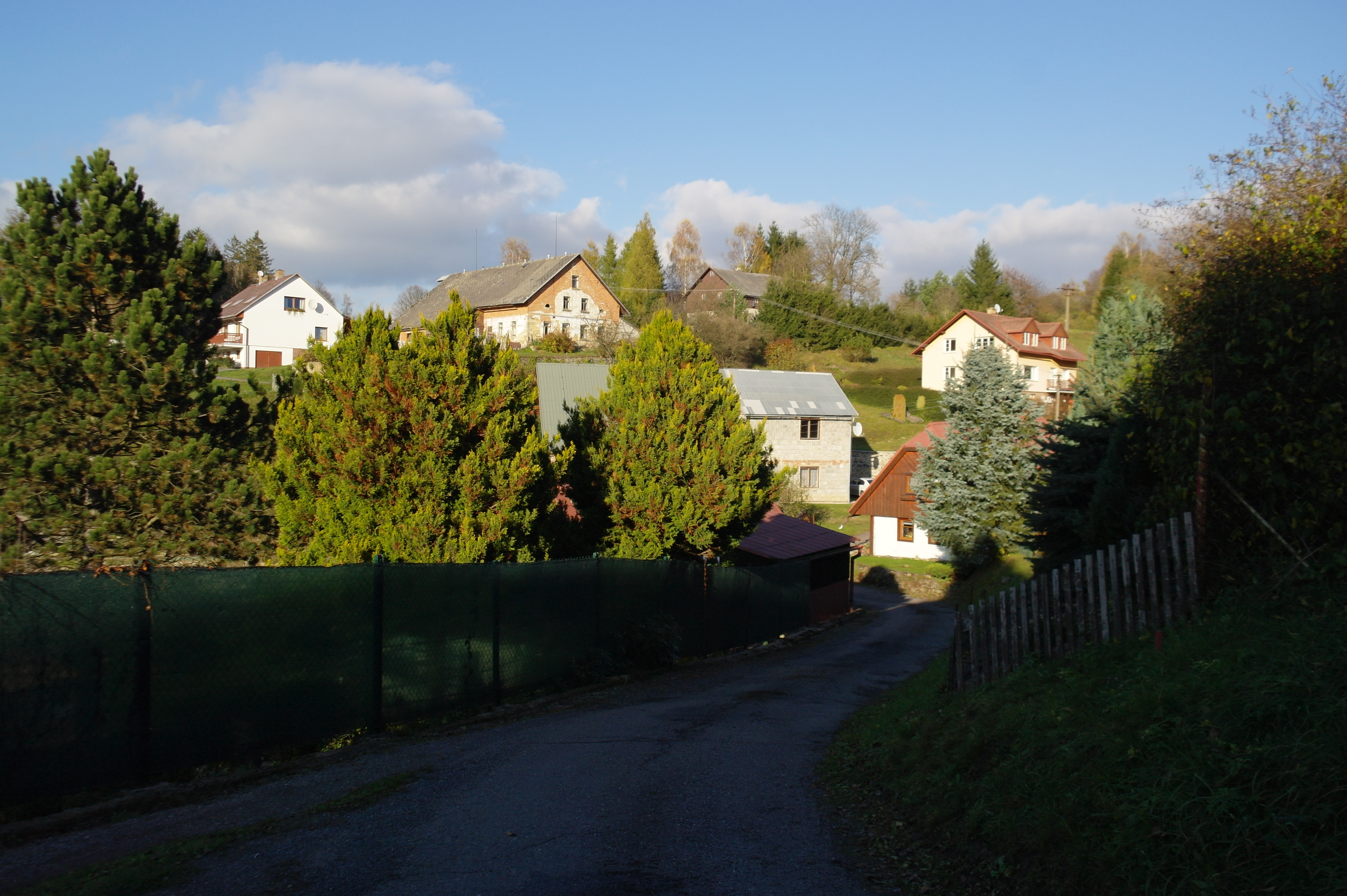
Hameau de Lhotka.
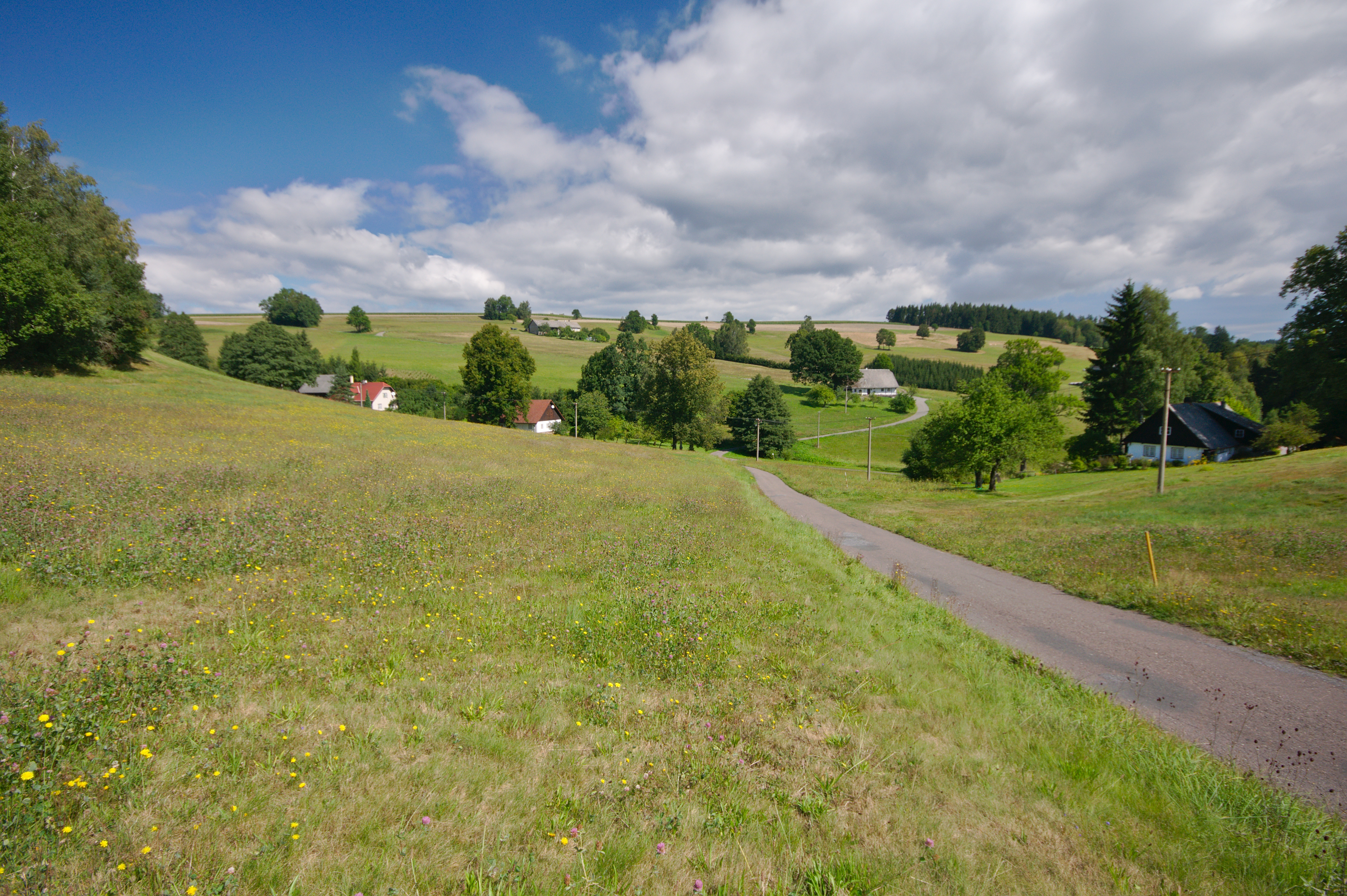
Habitat épars au nord de Klášterec.

## Transports
Par la route, Klášterec nad Orlicí se trouve à 8 km de Žamberk, à 24 km d'Ústí nad Orlicí, à 70 km de Pardubice et à 180 km de Prague. 